# Politikåret 1838

## Händelser
- 30 januari - Tillförordnade Albrecht Elof Ihre efterträder Adolf Göran Mörner som Sveriges utrikesstatsminister.[1]
- 7 mars - Gustaf Algernon Stierneld tillträder som Sveriges utrikesstatsminister.[1]
- 12 december - Iowaterritoriet upprättas i USA.[2]

### Fotnoter
1. 1 2  ”Sweden” (på engelska). World Statesmen. http://www.worldstatesmen.org/Sweden.html. Läst 29 juli 2015.
2. ↑  ”Iowa” (på engelska). World Statesmen. http://www.worldstatesmen.org/US_states_F-K.html#Iowa. Läst 29 juli 2015.